# أدب فارسي

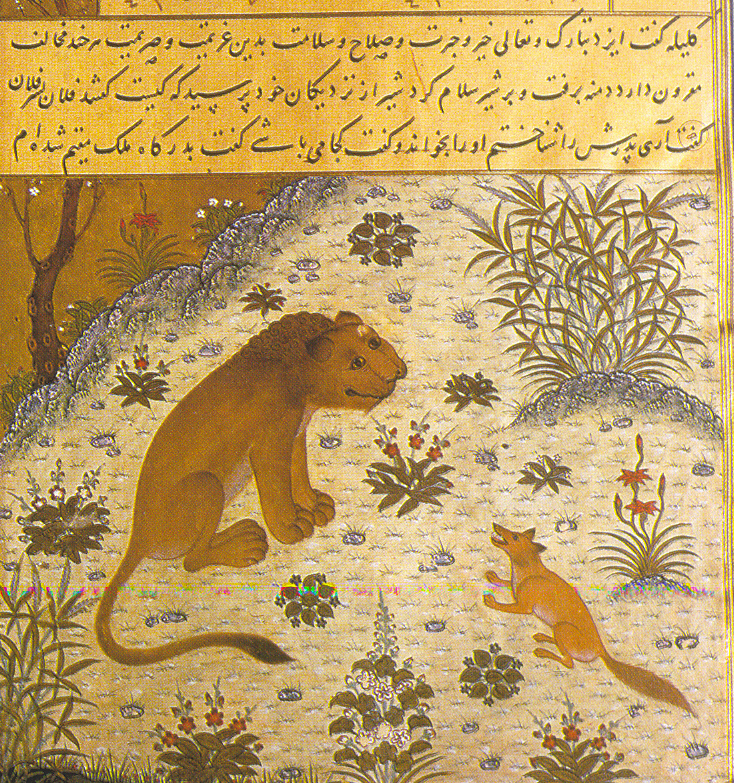
كليلة ودمنة وهي من التراث الفارسي.

الأدب الفارسي (بالفارسية: ادبیات فارسی)، ظهر إلى الوجود في القرن التاسع الميلادي، وبخاصة في الجزء الشمالي الشرقي من إيران، بظهور اللغة الفارسية الحديثة. وأقدم الأسماء التي يطالعنا بها هذا الأدب هي أسماء الرُّودَكي الذي يُلقَّب بـ«أبي الشعر الفارسي»، ودقيقي الذي نظم ملحمةً تغنّى فيها بمآثر أبطال الفرس الأسطوريين، والفردوسي صاحب «الشاهنامه» (أو «كتاب الملوك»). وبعد هذه الطبقة من الشعراء ظهرت طبقة أخرى لاتقلّ عنها شأناً وأثراً. ومن نجوم هذه الطبقة فريد الدين العطار، وكان شاعراً صوفياً، وجلال الدين الرومي الذي يُعتبر أعظم شعراء الحب الإلهي عند الفرس، وسعدي الشيرازي صاحب «البستان» و«كلستان» وهو من أكثر الشعراء الفرس شعبية، وحافظ شيرازي الذي يُعدّ أعظم شعراء الفرس الغنائيين غير مُنازَع، وعمر الخيام الذي اشتهر برباعياته التي ترجمت إلى معظم لغات العالم، ونظامي الذي يُعتبر أعظم الشعراء الرومانتيكيين في الأدب الفارسي. وتراث الفرس الأدبيّ، كما هو واضح، شعريّ في المقام الأول، وأثر الأدب العربي فيه عظيم إلى أبعد الحدود.

## تاريخ الأدب الفارسي

### قبل الإسلام
الفرس أمة قديمة، لها حضارة عظيمة، قبل الميلاد، عرفت اللغة الفارسية القديمة، وهي لغة مسمارية كتبت بها النقوش المنحوتة في الصخر في العهد الأكميني وبجانبها وجدت لغة «الأوستا» التي سطر بها هذا الكتاب وكانت لغة رجال الدين (المجوس). وظهرت بعد ذلك اللغة البهلوية (الفهلوية)، التي عرفت أيام الساسانين، وبها سطرت كتب الملوك: (خداي نامة)، والنصائح: (اندرزها)، كما ترجم إليها كتب مثل «كليلة ودمنة»، وما ترجم من كتب الفلسفة اليونانية أيام أنوشروان.

### عهد الإسلامي

#### عصر السامانیون
ثم ظهرت اللغة الفارسية الحديثة، بعد الفتح العربي لإيران بأكثر من قرنين، وهي اللغة المستخدمة اليوم. وفرقها عن اللغة البهلوية أنها تكتب بالحروف العربية، وأن أكثر ألفاظها عربي، ثم أن اعتمادها على الثقافة العربية الإسلامية جعلها تقتبس تعابير هذه الثقافة ومصطلحاتها. وأول ظهور هذه اللغة كلغة أدب، كان أيام السامانيين (389- 999)، فظهر شعراء أشهرهم الرودكي. اشتهر السامانيون بالعمل على إحياء القومية الفارسية التي كانت خمدت بعد الفتح العربي، فلما قامت هذه الدولة ساندت الروح الفارسي الإسلامي، فكانت الحركة العلمية والأدبية باللغة الفارسية الإسلامية.
ترجم في عهد هذه الدولة: الطبري، التاريخ والتفسير، وكتب بهذه اللغة: الرازي، في الطب والفلسفة، وحمزة الأصفهاني في التاريخ. وبدأ الأدب بداية قوية بالرودكي الذي كان لألحانه صدى بعيد في نفوس الفرس. وجاءت الدولة الغزنوية، فازداد الميل إلى القومية الفارسية وضوحاً، ونظم الفردوسي منظومته الشهيرة: «الشاهنامة»، كاشفاً فيها أمجاد الفرس، منذ العهد الخرافي حتى نهاية الأسرة الساسانية، ووضع من القصص الحماسي عن أبطالها ما جعل الناس يتناقلون أحاديث الشاهنامة ويترنمون بها.
وظهر شعراء آخرون في ذلك الوقت منهم: العنصري، العسجدي، وفرضي، ومنوجهري. وقوي النثر الفارسي فكتب: بديع الزمان الهمذاني، وقابوس بن وشمكير، وابن سينا، والثعالبي.

#### عصر السلاجقة
يصل الأدب الفارسي إلى مرتبة أعلى شأناً في عصر السلاجقة. ويمتاز هذا العصر بظهور التصوف الفارسي، وبالشعر التعليمي، أي الذي يقصد به الهداية إلى مذهب ديني معين. كما امتاز العصر بالنثر الذي يكاد يكون مستبداً من كتب النصائح «أندرزها» الساسانية.
وفي العصر السلجوقي أسس نظام الملك المدارس النظامية، وكانت أشهرها مدرسة بغداد. أما التصوف فظهرت فيه رباعيات بابا طاهر (العريان) التي دعا فيها إلى العزلة والتقشف كما كانت تتلى أشعار أبي سعيد بن أبي الخير، وذاعت كلمات الأنصاري في «زاد العارفين» و«كتاب الأسرار». ونشطت الدعاية المذهبية للفاطمين في هذا العصر، ولو أن الدعاة أقاموا الدعوة لأنفسهم بدلاً من الفاطمين.
ظهرت أشعار ناصر خسرو: «الديوان» و«روشنائي نامة»، و«سعادات نامة»، كما ظهرت كتاباته: «وجه دين»، و«زاد المسافرين»، و«خوان الأخوان». واضطهدته الدولة. فآثر أن يدعو لمذهبه في يمكان، حيث سرت أشعاره وكتاباته. ويمتاز إنتاج ناصر خسرو بكتابه «سفر نامة» (ترجم إلى العربية)، الذي وصف فيه رحلته إلى العالم العربي، وزيارته لمصر أيام المستنصر لدين الله، ويعد هذا الكتاب من خير ما كتب في النثر الفارسي، كما يقول أدباء الفرس.
أما النثر المستمد من كتب النصائح فقد ظهر منه «سياست نامة»، و«نصيحة الملوك». وينسب الأول لنظام الملك، ونسب الثاني للغزالي، والكتابان متشابهان، وهما يرسمان الطريق السوي للحاكم، ويبصرانه «بفن الحكم»، كما كان يفعل الفرس مع أمرائهم قبل الإسلام.
ويقترن العصر السلجوقي باسم «عمر الخيام» الذي اشتهر في العصرالحديث برباعياته، بعد أن نقلها للإنجليزية فيتزجرالد، وانتقلت شهرته إلى إيران. وكان الخيام عالماً بالرياضيات وقد عمل الزيج الملكشاهي للسلطان ملكشاه، وله كتب في الجبر والمقابلة، وتلقى رباعيات الخيام عناية علمية خالصة في أيامنا هذه، حيث يتوافر جماعة من العلماء على تخلية هذه الرباعيات مما دس عليها، وإبراز ما تثبت نسبته إلى الخيام: ففي أوروبا قام بهذا آربري، وكريستنسن وغيرهما، وعني به في إيران فروغي، وغيره من الباحثين.
وفي العصر السلجوقي ظهر الأنوري، وخاقاني والنظامي الكنجوي، من فطاحل الشعراء، كما ظهر النثر الفارسي الذي جعل العلوم والآداب ميسرة بالفارسية. ومن ذلك: «جهار مقالة» (ترجم إلى العربية)، لنظامي عروضي سمرقندي. و«كشف المحجوب» لأبي الحسن الغزنوي، و«أسرار التوحيد» وكلاهما من التصوف.
وظهر من كتب التاريخ " تاريخ البيهقي" لأبي الفضل البيهقي (ترجم إلى العربية) (995- 1077) و" راحة الصدور) للراوندي (ترجم إلى العربية). ومن أبرز علماء ذلك العصر: الغزالي والطوسي (أبو جعفر محمد) والشيخ الطبرسي، والفخر الرازي، والسهروردي، صاحب " حكمة الإشراق"، والميداني والزمخشري، والشهرستاني، وقد كتبوا بالعربية والفارسية.

#### عصر المغول
في عصر المغول، يزدهر الأدب بظهور: سعدي، والرومي، وحافظ والجامي.
وقد كان «قهر الأمة» سبباً في انتعاش الشعر الصوفي، فلم يكن بد للنفوس القوية التي لا تقدر مادياً على شيء من أن تلجأ إلى ربها تبثه الحب والولاء في أصفى حالتيهما وأنقاها. وظهرت كتب قيمة في ذلك العهد، منها: «تاريخ جهانكشا» للجويني (عطا ملك) و«جامع التواريخ» لرشيد الدين (ترجم إلى العربية) ومنها: «لباب الألباب» لعوفي، و«المعجم في معايير أشعار العجم»، لمحمد بن قيس.
وكان الطوسي (نصر الدين) من أبرز الشخصيات المسلمة بجانب هولاكو، وقد كتب «أخلاق ناصري» لحاكم الإسماعيلية في قهستان، كما عمل على حماية الشعراء والكتاب من المسلمين، وأنشأ مرصد مراغه، وجمع به مكتبة عظيمة حمى فيها التراث الإسلامي، العربي والفارسي، من عبث المغول.

#### عصر الصفویین، الإفشاريين والزندیة
يأتي بعد عصر المغول عصر الصفويين وهو العصر الذي اتخذ فيه مذهب الشيعة الإثني عشرية مذهباً رسمياً للدولة. وانحصر الأدب في إيران في مراثي الحسين وعلي، أو في الكتابة عن المذهب، ولكن الأدب الفارسي انتعش في الهند في ذلك الوقت، حيث ظهر: عرفي الشيرازي، وصائب التبريزي، وفيضي الدكني، وبيدل.
ومن بعد الصفويين، قامت دولتا الإفشاريين، والزند، وظلتا تحكمان زهاء سبعين عاماً، ولم يكن للأدب شأن يذكر في عهدهما،

#### عصر القاجارية
قامت الدولة الفاجارية، التي اكتشفت المطبعة في عصرها، كما ازداد اتصال الفرس بأوربا. ويصف شبلي في كتابه «شعر العجم» الأدب الفارسي في العهد الفاجاري بأنه قام على تقليد الشعراء القدامى، ولكن هذا التقليد كان مقصودا لذاته، وأن المقلدين نجحوا نجاحاً باهراً في أشعارهم، ولم يكن قصدهم من التقليد أن ينسجوا على منوال من يقلدون فحسب، إنما قصدوا إلى إحياء الآثار الأدبية الرائعة، التي انتقلت من إيران إلى الهند، والتي لم يعبأ الأمراء المتعاقبون بإحيائها في إيران، حتى كانت الدولة الفاجارية.
ومن هؤلاء الشعراء: صبا، الذي قلد شاهنامة الفردوسي في «شاهنشاه نامة»، وقاآني، الذي قلد كلستان سعدي في «بريشان» (الخواطر). وقد قرأ الناس في العصر الفاجاري ترجمات مطبوعة لفولتير، وموليير والكسندر دوما، وغيرهم، وذاع بين الشعراء والكتاب ما كان شائعاً في أوروبا في ذلك الوقت. من الأحاديث عن الحرية، والأخاء، والمساواة، والدستور، وظهر هذا كله في الشعر والنثر، وذاع بسبب ظهور الجريدة، وبسبب كثرة الاختلاط بالأوروبيين سواء بالانتقال إلى أوروبا أو بالاختلاط بالأوروبيين الذين كثر ترددهم على إيران. وكما دخلت في الفارسية ألفاظ مغولية في عصر المغول التيموريين، فكذلك دخلت في هذه اللغة ألفاظ فرنسية كثيرة في القرن 19 ومن أشهر شعراء ذلك العصر أفراد الأسر: صبا، ووصال، وقاآني، وثنائي
وظهر في ذلك الوقت «أدب البابية»، بظهور الشاعرة الماهرة «قرة العين»، التي كانت من مريدات «الباب» الذي قتله ناصر الدين شاه (صاحب البابية، البهائية فيما بعد). وقد حيك قصص رائع حول مقتل هذه الشاعرة التي أحبها الفرس جميعاً من معها ومن عليها. أما النثر فعلاوة على الترجمات عن الفرنسية والإنجليزية، ظهر كتاب مبرزون أشهرهم رضا قولي خان، والقائمقام.

## التأثير

### الأدب الصوفي
كان بعض أشهر شُعراء الفُرس في العُصُور القُروسطيَّة يعتنقون التصوُف وكان شعرُهم ولا يزال يُقرأ بين أهل التصوُف في ديار الإسلام من المغرب إلى إندونيسيا. ومن هؤلاء «جلال الدين الرومي» الذي كان شاعرًا ومؤسِّس الطريقة المولويَّة في التصوُف. وقد أثَّرت تلكُمُ الأشعار على شُعراء آخرين كَالشَّاعر الشَّهير «حافظ الشيرازي» وعلى الرُّغم من أنَّه لم يكُ صُوفيًا إلَّا أنَّه تأثَّر بِشعرهم، وكان هذا النَّمط من الأشعار التعبُديَّة سائرًا بين الشُّعراء سواءٌ أكانوا مُتصوفة أم لم يكونوا.
العديد من النُّصُوص العالية في الأدبيَّات الصوفيَّة الفارسيَّة ليست قصائد إلَّا أنَّها لم تزل تحظى بِبالغ التَّقدير لدى أهلها؛ من بينها «كيمياء السعادة» و«أسرار التوحيد» و«كشف المحجوب».

### الأدب الجورجي

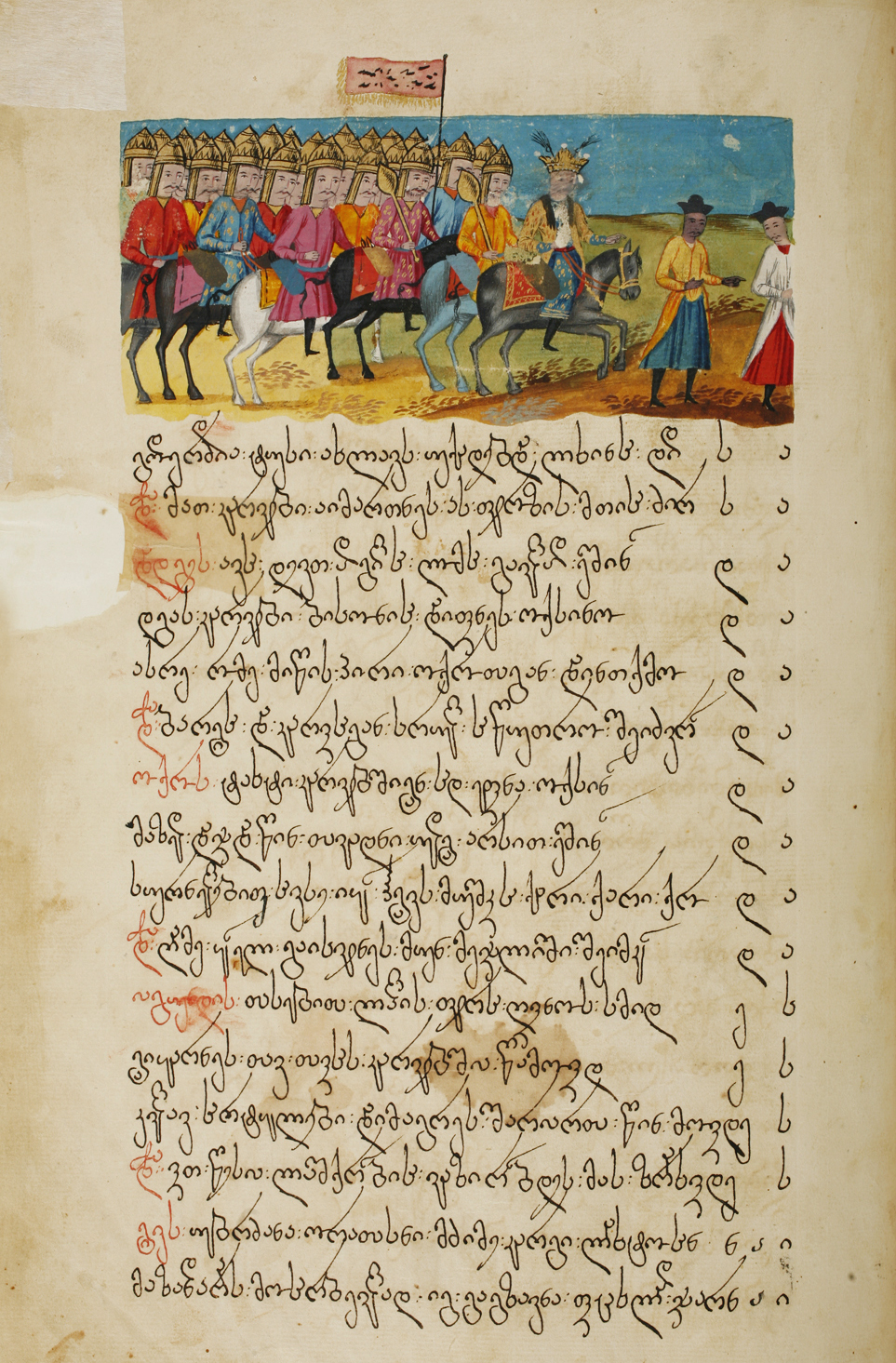
نُسخةٌ جورجيَّة للشاهنامه مكتوبةٌ بالخط الجورجي.

مع مطلع القرن السَّادس عشر أثَّرت الأدبيَّات والثقافة الفارسيَّة بشكل كبير على النُخب الحاكمة في الممالك الجورجيَّة؛ فانعكس هذا التَّأثير على الفُنُون والعمارة والأدب  وقد استمرَّ هذا التأثير الثقافي ساريًا حتَّى هيمنة الرُّوس على جورجيا. يقول جمشید گیوناشڤیلي حول العلاقة بين الثقافتين الفارسيَّة والجورجيَّة: «إن الكثير من أسماء أبطال الشاهنامه مثل رُستم وتيامين وزال وسام كانت موجودةً في الأدبيات الگُرجيَّة إبان القرنين الحادي عشر والثاني عشر؛ وهذا دليلٌ غير مُباشرٍ على ترجمةٍ گُرجيَّة قديمة للشاهنامه لم يُقدَّر لها البقاء.»
| لم تُترجم الشاهنامه تلبيةً لحاجات التلقّي الأدبي والجمالي فحسب، بل جاءت أيضًا استجابةً لهدفٍ أسمى، يتمثَّل في بثِّ روح البُطُولة وغرس مشاعر الوطنيَّة الگُرجيَّة في نُفُوس النَّاشئة؛ وقد انصهرت في تلك التَّرجمات رُؤى الإيديولوجيا والعادات والمنظُور الگُرجي لِلعالم، إذ جاءت مُشبعةً بِروح الشِّعر وثقافة جورجية\|الثَّقافة الگُرجيَّة، ومن هذا المُنطلق لا ينظر الگُرج إلى تلك التَّرجمات على أنَّها مُجرَّد أعمالٍ منقولةٍ، بل يعدُّونها جزءًا أصيلًا من أدبهم القومي. وقد لاقت النُّسخ الگُرجيَّة من الشَّاهنامه رواجًا واسعًا حتَّى غدت ملاحم رُستم وسهراب، وبيجان ومانيجة، جزءًا لا يتجزَّأ من التُّراث الشعبي الگُرجي. |
| —جمشید گیوناشڤیلي |

يقول فرمانفريان في مجلَّة الدراسات المُتفرسة: «يُدرك كبار الباحثين في الأدب الفارسي، من أمثال گڤاخاريه وتُدُوه، أنَّ الإلهام المُستمَّد من كلاسيكيات الأدب الفارسي ما بين القرنين التاسع والثاني عشر قد أفضى إلى ما يًمكن تسميته بالتمازُج الثقافي الذي تجلَّى في البواكير الأولى للأدبيات الجورجيَّة المكتُوبة، مُعيدًا صلات الأدب الجورجي بِنظيره الإيراني بقوَّة لم يسبق لها مثيلٌ. وكانت الشاهنامه للفردوسي مصدرًا لا ينضبُّ لِلإلهام، ليس للأدب الرفيع فحسب، بل للفُلُكلور الشَّعبي أيضًا. فقد ورد في أحد المصادر أن كل صفحةٍ تقريبًا من الأعمال الأدبيَّة الجورجيَّة والسِّيَر التاريخيَّة تحتوي على أسماء أبطال إيرانيين مُستقاة من الشاهنامه؛ وربما كان للفردوسي إلى جانب نظامي، الأثر الأعمق والأبقى في أدب جورجيا (...)».

### آسيا الصُغرى
على الرُغم من أنَّ آسيا الصُغرى أو الأناضول خضعت في فتراتٍ مُتعاقبةٍ قُبيل العُصُور الوسطى لعدَّة سُلالاتٍ حاكمةٍ ناطقةٍ بالفارسيَّة وذات أُصُولٍ إيرانيَّة، فإنَّ اللُّغة الفارسيَّة فقدت مكانتها في تلك البقاع مع أُفُول نجم الإمبراطوريَّة الساسانيَّة. غير أنَّ القُرُون اللَّاحقة شهدت نهضةً كبيرة في استعمالها ومكانتها بِالمنطقة؛ إذ قام فرع من السَّلاجقة وهُم سلاجقة الروم، بِحمل الثقافة الفارسيَّة إلى الأناضول لغةً وفنًا وأدبًا واتخذوا من لسان الفُرس لُغةً رسميَّةً لدولتهم.

## عهد الحاضر
في العهد الحاضر يزدهر الأدب الفارسي، وأكبر الشعراء والكتاب المحدثين هم أكثر الفرس جهاداً، وأشدهم كفاحاً في سبيل الحرية. وإذا ذكر الأدباء العظام ذكر معهم الجهاد السياسي العنيف والنفي، والعيش بعيداً عن الوطن مع التماس أسباب العيش بشق النفس. فملك الشعراء بهار ثم تقي زاده، وبور داود، وجمال زاده، وصادق هدايت، وهم النجوم اللامعة في الأدب الفارسي الحديث، تقترن أسماؤهم جميعاً بالوطنية الحقة التي تنبع من صفاء النفس وهي منبع الأدب الرفيع.
و اخیرا من اکبر الشعراء الحدیثیة الخمس: نيما يوشيج (ابی الشعر الحدیثیة الفارسی)، مهدی اخوان ثالث، محسن بزشکیان ،سهراب سبهری، فروغ فرخزاد، أحمد شاملو ومن الکتاب جلال آل أحمد.